# Geoxus
Geoxus — рід мишоподібних гризунів родини хом'якових (Cricetidae).

## Поширення
Представники роду є ендеміками Вальдівійських помірних дощових лісів в Аргентині та Чилі.

## Види
- Geoxus valdivianus
- Geoxus annectens